# لینگنو
لینگنو (به آلمانی: Lingenau) یک منطقهٔ مسکونی در اتریش است که در ناحیه برگنتس واقع شده‌است. لینگنو ۶٫۸۹ کیلومتر مربع مساحت دارد ۶۸۵ متر بالاتر از سطح دریا واقع شده‌است.